# 朱徵錏
樂平恭安王朱徵錏（1462年—1543年），明朝樂平定肅王朱沖烌之孙，镇国将军追封乐平王朱範場庶次子（《明史》误作庶长子），明太祖之玄孙。

## 生平
初封辅国将军。成化九年（1473年），其父亲朱範場逝世。成化二十二年（1486年），其祖父朱沖烌薨。弘治三年（1490年）九月，明孝宗在奉天殿傳詔遣懷寧侯孫泰、修武伯沈坊、豐潤伯曹愷、廣寧伯劉佶、東寧伯焦俊、武進伯朱潔、崇信伯費淮、建平伯高進、興安伯徐盛、襄成伯李黼、成安伯郭鐄各自特節充正使，尚寶司司丞倪黻、禮科給事中孫儒、兵科給事中王琳、刑科給事中呂獻、工科給事中唐希介、中書舍人儲材、戶部郎中陳瑗、宗鉞、禮部郎中徐說、員外郎林壁、兵部員外郎馮良輔充副使，冊封朱徵錏為樂平王，其夫人韓氏進樂平王妃。其父朱範場也被追封為僖安王。
岳阳国奉祀辅国将军朱均鍠先前在天順、成化年間屡次向朝廷奏请请求袭封岳阳王，但礼部以没有辅国将军进封王爵的案例为由驳回，明英宗、明宪宗也没有准奏。十月，朱均鍠引用石城王朱宸浮、樂安王朱宸湔、朱徵錏都由辅国将军进封郡王的例子，再请袭封。禮部尚書耿裕等不敢輕議，孝宗命會同官员再研议，并下令查考永樂以來事例，耿裕等查到辅国将军进封郡王是从朱豪㙷袭封长阳王开始，认为朱豪㙷是继承父亲，朱宸浮等三王是继承祖父，而朱均鍠想继承的是伯父的王位，建议不准。孝宗认可礼部的结论，最终没有同意朱均鍠袭封，并规定以后都如此办理。
弘治四年（1491年）正月，朝廷命朱徵錏歲祿一千石，其中本色七百石、折色三百石。
朱徵錏的弟弟鎮國將軍朱徵錯、朱徵鐻、朱徵鉟都淫亂無度，招揽术士入宮；其妹秦安郡君的儀賓文顯宗、典仗謝璝與祖父朱沖烌的宮人通奸。朱徵錏向朝廷奏报其事。鎮巡等官勘查得實，弘治五年（1492年）九月，詔朱徵錯等革去祿米三分之二，文顯宗等都處斬。弘治七年（1494年）四月，因秦安郡君求情，文顯宗免死，改為杖責一百、革職閒住。
先前朱徵錏的二伯祖父襄陵莊穆王朱沖炑獲准奉祀叔父安惠王朱楹，得到守園官校。正德十二年（1517年），襄陵王朱徵鈐又請得供祀樂戶。次年（1518年），朱徵錏引用其例也請求樂戶，礼部不肯，并革除了奉祀安惠王的樂戶。
嘉靖三年（1524年）十一月，陝西巡按御史鄭氣劾奏朱徵鈐、朱徵錏、建寧王朱旭㮁各自的不法事，明世宗为此下詔敕切責他們。
嘉靖二十二年（1543年），朱徵錏去世。二十五年（1546年）十二月，庶长子朱偕渳受册袭封。

## 评价
- 《弇山堂别集》卷072：敬順事上，好和不争。

## 家庭

### 妻妾
- 王妃韩氏

### 子孙
- 庶长子乐平温定王朱偕渳
- 庶第二子朱偕泆，弘治四年（1491年）十月赐名，[11]嘉靖六年（1527年）九月获罪夺禄米三分之一，[12]嘉靖十六年（1537年）十二月因以祿粮為由擁眾出城不遵約束夺禄米一年[13]
- 庶第三子朱偕涪，弘治十二年（1499年）十二月赐名[14]
- 庶第四子朱偕泽，弘治十六年（1503年）七月赐名[15]
- 庶第五子朱偕泱，弘治十八年（1505年）二月赐名
- 庶第六子朱偕渠，弘治十八年（1505年）二月赐名[16]
- 镇国将军朱偕涵，嘉靖二十三年（1544年）七月因淫縱虐死無辜降為庶人，[17]三十八年（1559年）十月因暴戾不孝、幽閉其母殴打致死，赐死
  - 辅国将军朱旭㭿，嘉靖三十八年（1559年）十月因与父淫兇相濟，降為庶人[18]